# Arturo Llobell
Arturo Llobell (ur. 7 grudnia 1987 roku w Walencji) – hiszpański kierowca wyścigowy.

## Kariera
Llobell rozpoczął karierę w międzynarodowych wyścigach samochodowych w 2003 roku od startów w Hiszpańskiej Formule Junior 1600. Z dorobkiem 45 punktów został sklasyfikowany na szóstej pozycji w końcowej klasyfikacji kierowców. W późniejszym okresie Hiszpan pojawiał się także w stawce Formuły Baviera, Hiszpańskiej Formuły 3, Międzynarodowej Formuły Master oraz Włoskiej Formuły Master.